# Zile fierbinți
Zile fierbinți este un film românesc din 1975, regizat de Sergiu Nicolaescu. Rolurile principale sunt interpretate de actorii Vladimir Găitan, Ileana Popovici, Marga Barbu, Mircea Albulescu și Sergiu Nicolaescu.
Subiectul filmului este reprezentat de realizarea și montarea unei elice românești la un mineralier ce urma să fie lansat la apă. În ciuda tuturor obstacolelor birocratice, Mihai Coman (interpretat de Sergiu Nicolaescu), directorul general al Șantierului Naval Constanța, reușește să-și impună punctul de vedere în fața activiștilor care lucrează în minister. Esența filmului îl constituie conflictul între funcționarii de birou și inginerii care au legătură directă cu realitatea industrială.

## Rezumat
În iulie 1975 pe Șantierul Naval Constanța se lucrează la construirea mineralierului „Bocșa” cu o lungime de 220 m, o lățime de 32 m și o capacitate de 55.000 de tone. Elicea propulsoare care va fi montată urmează să sosească din Japonia cu avionul, ea fiind produsă de cea mai mare companie de profil de pe plan mondial. Cu toate acestea, cu trei zile înainte de data lansării la apă a mineralierului, directorul general Mihai Coman (Sergiu Nicolaescu) testează o elice turnată pe șantier pentru a-i evalua performanțele tehnice. În timpul probelor, o pală a elicei se rupe, iar experimentul eșuează.
Reîntors pe șantier, Coman îi ordonă inginerului Cioranu (Mircea Anghelescu) să pregătească o șarjă pentru turnarea unei noi elice care să fie mai rezistentă. Deși inginerul îi spune că nu crede în rezistența elicei, el realizează totuși o nouă șarjă cu un conținut mai mare de nichel și care este superioară din punct de vedere tehnic celei produse anterior. Coman cere aprobarea ministerului pentru a monta elicea la noul mineralier, dar inginerul Vasilescu (Emmerich Schäffer), consilierul ministrului, refuză să-și dea avizul necesar și-l informează pe ministru că nu sunt șanse ca elicea românească să funcționeze corespunzător. Deși directorul șantierului afirmă că elicea românească este produsă după modelul japonez, Vasilescu este de neînduplecat. Totuși, chiar și fără aprobare, Coman dispune turnarea noii elice.
În acest timp, Coman trebuie să rezolve și o serie de probleme minore, cauzate în principal de obstacole birocratice: încearcă să-l convingă pe contabilul șef Sandu (Alexandru Dobrescu) să reducă actele birocratice din procesul de producție, îl determină pe Cristea (Jean Constantin), responsabilul cu economiile, să pornească ventilatoarele în halele de lucru, îi face rost responsabilei creșei (Draga Olteanu-Matei) de 200 m de pânză pentru confecționarea de șorțulețe celor 40 de copii ai muncitorilor, îl convinge pe încăpățânatul macaragiu Guriță (Sebastian Papaiani) să ridice o piesă uriașă cu jumătate de metru, telefonează la magazinul Metalocasnic pentru ca sudorul Gheorghe Aioanei (Ernest Maftei) să poată cumpăra un aragaz, îi cere fotbalistului Duțu Damian (Constantin Diplan) să se ducă la antrenament numai după orele de serviciu și trimite la tuns câțiva muncitori pletoși. Deși tânărul inginer Andrei Jercan (Vladimir Găitan) este ferm convins că nu pot fi turnate mai mult de 148 de tone de tablă laminată pe săptămână, directorul îl pune să refacă calculele din documentație, demonstrându-i că pot fi produse 155 de tone prin reducerea unor timpi.
Ajuns acasă după o zi epuizantă, Coman are parte de o petrecere surpriză organizată cu prilejul zilei sale de naștere de către tânăra sa cumnată Corina (Ileana Popovici), sora Ilenei (fosta sa soție), care venise în vizită pentru două săptămâni. Ea absolvise recent Facultatea de Filozofie. La acea petrecere, actrița Clara (Marga Barbu) și doctorul Mircea (Aurel Giurumia) constată că Mihai Coman pare foarte obosit, el fiind bolnav de inimă. Medicul îi recomandă cel puțin două săptămâni de odihnă, dar directorul refuză deoarece nu poate să-și neglijeze îndatoririle de serviciu. La acea petrecere se înfiripă o timidă poveste de dragoste între Corina și inginerul Jercan.
În zilele următoare, la indicația lui Vasilescu, secretarul de partid Tănase (Colea Răutu) convoacă a ședință a Comitetului Oamenilor Muncii pentru a readuce în discuție propunerea producerii experimentale a elicei. În acea ședință se confruntă punctele de vedere ale celor care sprijină politica de industrializare a partidului și ale celor care socotesc că este mai rentabil să importe piesa decât să fie produsă în țară. În final, majoritatea aprobă propunerea lui Coman de a produce elicea pe șantier. Paraschiv (Mircea Albulescu), prim-secretarul județului, îl cheamă la el pe directorul șantierului naval și-l anunță că va fi anchetat pentru abuz de putere, decizii arbitrare și indisciplină, în urma acuzațiilor formulate de Vasilescu. Pe de altă parte, el îl felicită pe Coman pentru că a respectat sarcina de partid, mobilizând colectivul șantierului pentru reducerea importurilor.
După câteva zile și nopți de lucru, elicea a fost realizată și montată la mineralier, fără aprobarea ministerului. Mineralierul este lansat la apă, iar Vasilescu află cu acel prilej că nava funcționează cu o elice românească. Finalul filmului îi prezintă pe Mihai Coman și pe Corina călărind împreună, la ralanti, prin valurile de pe malul mării.

## Distribuție
- Vladimir Găitan — ing. Andrei Jercan, un inginer tânăr care alcătuiește documentația tehnică pentru turnarea elicei
- Ileana Popovici — Corina, absolventă a Facultății de Filozofie, cumnata directorului Coman
- Marga Barbu — Clara, actriță la Teatrul Național din Constanța, o veche prietenă a lui Coman
- Mircea Albulescu — Paraschiv, prim-secretarul Comitetului Județean Constanța al PCR
- Sergiu Nicolaescu — ing. Mihai Coman, directorul general al Șantierului Naval Constanța
- Colea Răutu — Tănase, secretarul de partid al șantierului
- Emmerich Schäffer — ing. Vasilescu, consilierul ministrului (menționat Emerich Schäffer)
- Zephi Alșec — ing. Ionescu, directorul adjunct al șantierului (menționat Zephy Alșek)
- Mircea Anghelescu — ing. Petre Cioranu, șeful laboratorului tehnic al șantierului
- Alexandru Dobrescu — Sandu, contabilul șef al șantierului
- Jean Constantin — Cristea, responsabil cu economiile în cadrul șantierului
- Sebastian Papaiani — Guriță, un macaragiu încăpățânat
- Draga Olteanu-Matei — responsabila creșei șantierului
- Ernest Maftei — Gheorghe Aioanei, un sudor bătrân
- Constantin Diplan — Duțu Damian, muncitor, centrul înaintaș al echipei de fotbal
- Aurel Giurumia — dr. Mircea, prietenul lui Coman
- Melania Cîrje — Silvia, secretara directorului Coman
- Crenguța Cumbari — ing. Magda Morariu, asistenta ing. Cioranu
- Ion Doruțiu — maistrul de montaj Bogdan
- Eugen Stroe
- Aurel Popescu
- Jean Ionescu — invitat de rang înalt la festivitatea lansării mineralierului
- Aurel Mihailopol — fotoreporterul (nemenționat)
- Cornel Gârbea — maistrul de montaj Dumitru (nemenționat)
- Gelu Manolache — activist de partid, membru al Comitetului Oamenilor Muncii (nemenționat)
- Nucu Păunescu — Done, responsabilul magazinului Metalochimica (nemenționat)
- Ioana Ciomârtan — Mărioara, menajera bătrână de la apartamentul lui Coman (nemenționată)

## Replici
O replică prezentă în film a anticipat viitoarea politică economică a partidului din anii '80. Directorul Coman afirmă la un moment dat că „economiile le facem pentru oameni, nu împotriva lor, și dacă nu te conduci după acest principiu atunci toată economia pe care o faci e demagogie”.

## Producție

### Originea filmului
După afirmațiile proprii, Sergiu Nicolaescu intenționa în primăvara anului 1975 să realizeze filmul Osînda. Autoritățile comuniste reprezentate de Dumitru Popescu „Dumnezeu” îi blocau filmul pe motiv că tema acestuia nu era de actualitate. Regizorul a fost sfătuit de Dumitru Ghișe, directorul Casei de Filme 4, să facă un „film de actualitate”, care să abordeze problemele de viață cu un realism socialist, pentru a-i sensibiliza pe responsabilii cu cenzura să aprobe filmul Osînda. Nicolaescu afirma că până atunci reușise să refuze acest compromis.
La propunerea scenaristului Francisc Munteanu, „un maestru al compromisului”, Nicolaescu a luat scenariul „Copacii mor în picioare” și l-a adaptat. Scenariul se referea inițial la un director de fabrică socialistă, dar regizorul a înlocuit fabrica cu șantierul naval de la Constanța, unde se construia pe atunci „Independența”, un petrolier de 150.000 de tone. Nava a fost lansată la apă la 27 mai 1977, în prezența lui Nicolae și Elena Ceaușescu. La acel eveniment, sticla de șampanie lansată de Elena Ceaușescu nu s-a spart, ci doar a lovit bordajul navei. Incidentul a fost considerat un semn rău. Nava s-a scufundat în dimineața zilei de 15 noiembrie 1979, pe când revenea din al 19-lea voiaj. „Independența” se afla în Marea Marmara pentru a tranzita Bosforul spre Marea Neagră, dar a fost ciocnită de nava grecească Evriali și a luat foc, nemaiputând fi recuperată pentru reparații.
După zece ani de la debutul lui Nicolaescu în cinematografia românească, regizorul plasa pentru prima dată acțiunea unui film în contemporaneitate, Zile fierbinți devenind primul film „de actualitate” al acestuia.

### Filmări
Decupajul intitulat inițial „Dacă toți copacii ar fi la fel” a fost aprobat la 14 aprilie 1975 pentru intrarea în producție; intrarea efectivă a avut loc la 5 mai. Filmul a fost realizat în studiourile Centrului de Producție Cinematografică „București”. Filmările au început la 4 august 1975, s-au desfășurat la București și Constanța și au durat 21 sau 22 de zile. Regizori secunzi au fost Ovidiu Ionescu și Dumitru Cîta.
În realizarea filmului au fost folosiți pe post de consilieri navali inginerii Gh. Păun și Doru Lepădatu. Dansurile din film au fost interpretate de Viorica Chiș și Păstorel Ionescu. Ca figuranți au fost folosiți muncitori, tehnicieni și ingineri de la Șantierul Naval Constanța și de la întreprinderea „Laromet” din București. Acest film a reprezentat debutul colaborării lui Sergiu Nicolaescu cu directorul de imagine Nicolae Girardi, după ce lucrase anterior cu Alexandru David (pe care-l va mai folosi ulterior la unele filme). Girardi va deveni colaboratorul predilect al regizorului la următoarele sale filme. Directorul de imagine a conferit filmului unele tușe de film documentar.
Regizorul a menționat că scenariul a suportat multe modificări. Au fost tăiate unele scene la montaj pentru a nu avea probleme cu autoritățile comuniste. Pe tabla navei era scris cu creta „Jos Ceaușescu!”. Într-o altă scenă, directorul Coman (interpretat de Nicolaescu) se ducea acasă la prim-secretarul Paraschiv (interpretat de Mircea Albulescu). La un moment dat, a intrat în cameră copilul lui Paraschiv și a întrebat: „Tată, e adevărat că Dumnezeu nu există?”. Mircea Albulescu s-a încurcat și nu a știut să răspundă. Această scenă a fost tăiată. După o discuție aprinsă cu prim-secretarul care avea loc cu o noapte înaintea lansării la apă a mineralierului, directorul urma să sufere un infarct și să moară, el urmând să apară în ultima imagine a filmului călărind prin valurile mării pe calul Strident (un cal arab combinat cu trăpaș) ca un „simbol ca eliberării”. Dumitru Popescu a impus eliminarea scenei în care directorul se certa cu prim-secretarul, iar astfel personajul principal nu mai murea. Scena finală cu călăritul prin valuri a rămas, dar și-a pierdut sensul, lucru remarcat de unii critici printre care și Tudor Caranfil, dar și de Nicolaescu.
Dumitru Popescu, secretar C.C. al P.C.R. și președinte al Consiliului Culturii și Educației Socialiste, a vizionat filmul și s-a declarat foarte mulțumit, afirmând că este cel mai bun film de actualitate pe care l-a văzut. El a solicitat totuși efectuarea unor filmări de completare, vrând ca finalul să fie unul optimist. Filmul a fost aprobat la 9 decembrie, copia standard fiind finalizată la 11 decembrie 1975. Cheltuielile de producție s-au ridicat la 2.559.000 lei.
Numele compozitorului Richard Oschanitzky a fost șters de pe generic în ultimul moment, deși el a compus jumătate din muzica filmului, după cum rezultă din actele de producție ale filmului. În schimbul acestui „film de actualitate”, regizorului Sergiu Nicolaescu i s-a aprobat realizarea filmului „Osânda”. El a considerat Zile fierbinți ca fiind „un târg onorabil pentru ambele părți”.

## Recepție
Premiera filmului a avut loc la 22 decembrie 1975, la Constanța. Premiera în cinematografele bucureștene a avut loc la 26 ianuarie 1976, organizându-se o gală festivă.
Filmul Zile fierbinți a fost vizionat de 1.545.686 de spectatori la cinematografele din România, după cum atestă o situație a numărului de spectatori înregistrat de filmele românești de la data premierei și până la data de 31.12.2007 alcătuită de Centrul Național al Cinematografiei.

### Aprecieri critice din perioada lansării
La momentul lansării sale, filmul a fost considerat a fi unul „de actualitate”, fiind apreciat de critica de la premieră în termeni superlativi. Criticii de film au lăudat „un recital de psihologie internă, făcută din peisaje mentale, priveliști de for interior, fraze scurte și tăceri prelungi” (D.I. Suchianu), „osmoza dintre documentar și ficțiune, pe care cineaștii, eliminând anumite linii de demarcație, își propun înainte de orice să asculte realitatea, să o facă auzită pe ecran”.
Profesorul Florian Potra scria că, prin acest film, Nicolaescu face „saltul de la filmul politic, la cel partinic”, înfierând unele defecte ale unor colaboratori precum „lipsa responsabilității, a bunului simț, a prostiei, a comodității” care se transformă în piedici puse în calea progresului tehnologic. Criticul lăuda „autentica pasiune comunistă, secretul reușitei lui Sergiu Nicolaescu”. Eva Sârbu îl considera pe directorul Coman drept un „avocat al îndrăznelii creatoare și responsabile”.
Au existat accente critice puține și timide, în principal în revista „Flacăra”.

### Aprecieri critice ulterioare
Unii critici (Călin Căliman și E. Patriche) au remarcat că filmul are formă de reportaj, având un limbaj cinematografic sărac și fiind lipsit de substanță dramatică. În „Istoria filmului românesc (1897-2000)” (Ed. Fundației Culturale Române, București, 2000), criticul Călin Căliman afirma că filmul Zile fierbinți este „portretul unui director de șantier naval, un cinematograf tern, diluat în frazeologie, lipsit de substanță dramatică, altfel spus o experiență neconvingătoare”.
Criticul Tudor Caranfil a dat filmului două stele din cinci și a făcut următorul comentariu: „Viața personală a unui șef de șantier naval, identificat cu realizarea contracronometru a unei elice la nivelul tehnicii mondiale necesare celui mai mare mineralier românesc. Cu o mare experiență, acest comunist cu o vechime în partid de 25 de ani, refuză să rămână tributar tehnicii străinătății și învinge îndoielile colectivului. Decis să demonstreze că este posibil și un alt tip de film de uzină «extemporal» la care regizorii noștri cădeau pe capete, Nicolaescu recurge, imprudent, la puerilitatea versatilă a unui text rudimentar și demagogic scris de Francisc Munteanu. Realizatorul, face din el, pretext pentru a readuce, în lumina proiectoarelor, justițiarul dur, violent, dar mereu drept și bine intenționat, actualizând silueta comisarilor Moldovan, Miclovan etc. în ambianța paradoxală a construcției pașnice, plasând, în final, un armăsar în galop ralantizat care nu mai are nimic comun, în mânecă sau clin, cu «ordinea de zi» a filmului. Ernest Maftei și Jean Constantin au apariții scurte, dar substanțiale, iar interludiile muzicale de coloratură sunt bine găsite de compozitorul Radu Goldiș.”
Jurnalistul Cristian Tudor Popescu, doctor în cinematografie și profesor asociat la UNATC, considera Zile fierbinți drept un film cu caracter politic și propagandistic al epocii comuniste. Potrivit lui, acțiunea s-ar petrece într-„un univers fictiv, o Românie paralelă”. În studiul său intitulat „Filmul surd în România mută” (Ed. Polirom, Iași, 2011), Cristian Tudor Popescu considera acest film ca fiind „un adevărat omagiu adus autocratului comunist”, „probabil cel mai intens omagiu adus în cinemaul românesc dictaturii comuniste unipersonale”. Jurnalistul făcea o paralelă între stilul de conducere dictatorial al lui Nicolae Ceaușescu (căruia nimeni nu-i mai contrazicea „vreo idee, oricât de aberantă”) și stilul de conducere autocratic al directorului de șantier naval Mihai Coman, care „fără să mai țină seama de conducerea colectivă, neconsultându-se cu nimeni, [...] ia decizii «spontane», bazate pe «magia» lui de șef care întotdeauna gândește cu cel puțin un pas înaintea celorlalți”. Directorul săvârșește abuzuri de putere și ia decizii arbitrare manifestate prin „ordine răstite, insulte [...] și destituiri pe loc”. Coman se dovedește a fi un om al succesului, în timp ce colectivul de pe șantier este prezentat ca șovăielnic și retrograd. Este glorificată politica de industrializare forțată prin care Ceaușescu dorea ca totul să se fabrice în țară, fără a se mai apela la importuri. Jurnalistul găsește o serie de asemănări între dialogurile din Zile fierbinți și cele din filmul propagandist Viața învinge (1951).
Cristian Tudor Popescu consideră că directorul Coman este un fel de personaj cu puteri supranaturale. Macaragiul interpretat de Sebastian Papaiani este sceptic că o piesă de câteva tone poate fi ridicată mai sus cu brațul macaralei. Coman apare și îi spune că se poate, iar piesa uriașă începe să se ridice, scenă comparată de criticul de film cu scena în care bătrânul Yoda, maestrul Jedi, ridică nava lui Luke Skywalker din mlaștină doar întinzând o mână către ea. Coman este văzut ca un fel de Dumnezeu către care vin muncitorii pentru a-i cere tot felul de lucruri (bătrânul sudor Aioanei îi cere să-l ajute să facă rost de un aragaz, responsabila de la creșă îl roagă să-i facă rost de pânză etc.).